# Ledečko (nádraží)
Ledečko je železniční stanice v jižní části obce Ledečko v Středočeském kraji v okrese Kutná Hora při řece Sázavě. Leží na neelektrizovaných jednokolejných železničních tratích Kolín–Ledečko a Čerčany – Světlá nad Sázavou, přezdívané též Posázavský pacifik. Původně neslo až do roku 1910 název Rataje-Přívlaky (nedaleká vesnice Přívlaky je obklopena nedalekým meandrem Sázavy a patří k obci Samopše). V obvodu stanice se nacházejí ještě dvě zastávky: Rataje nad Sázavou a Rataje nad Sázavou zastávka.

## Historie

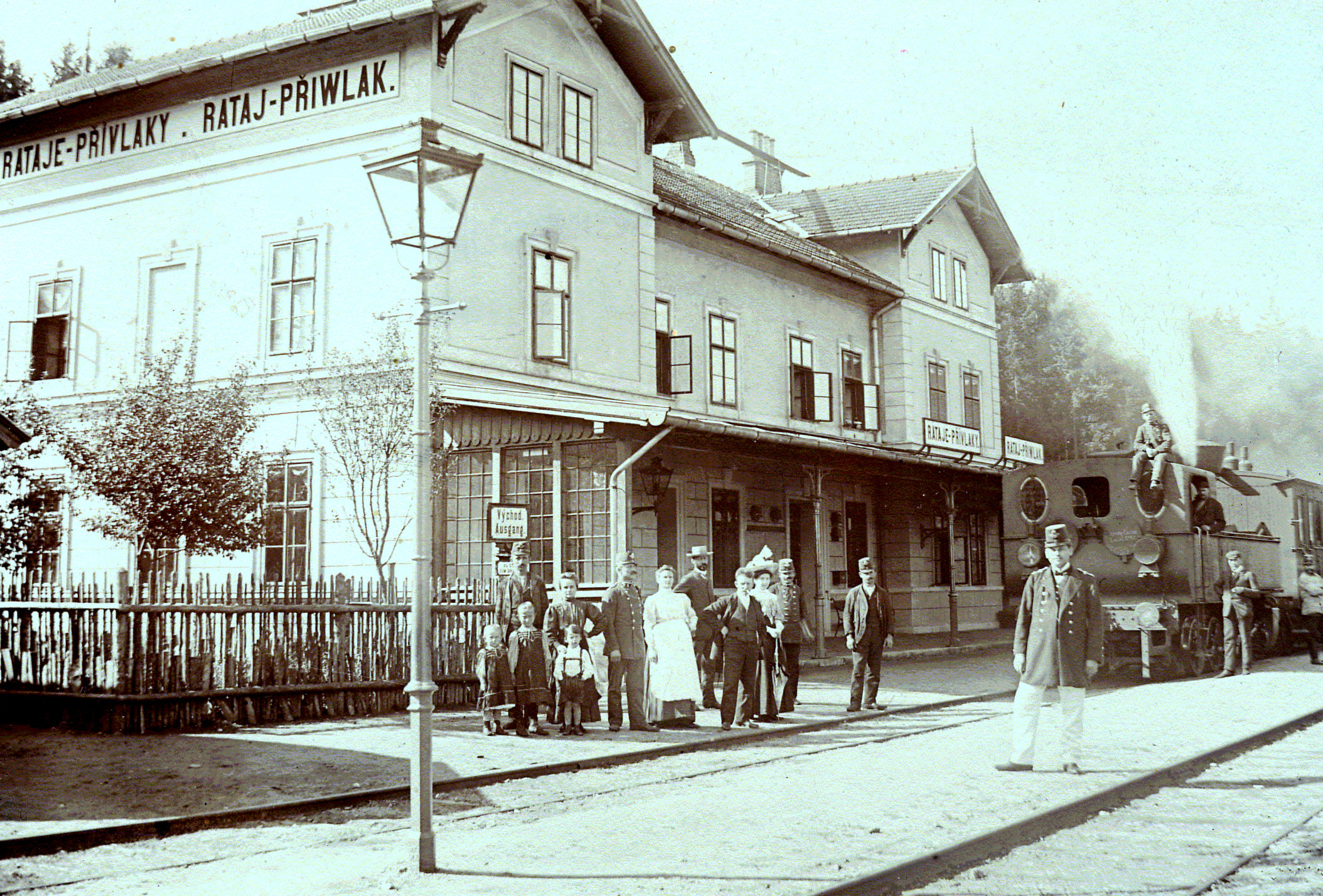
Nádražní budova před rokem 1910

Stanice byla otevřena 15. prosince 1900 spolu s hlavní tratí vlastněnou soukromým subjektem Místní dráha Světlá-Ledeč-Kácov (SLK) z Kolína, kudy od roku 1845 vedla železnice společnosti Severní státní dráha z Olomouce do Prahy. Nádraží sloužilo jako zázemí dráhy a dopravně obsluhovalo též Rataje nad Sázavou. Nově postavené nádraží zde vzniklo původně jako koncová stanice, dle typizovaného stavebního vzoru. Vystavěna zde byla též lokomotivní výtopna.
Odtud byla dráha 6. srpna 1901 prodloužena do Čerčan, kudy od roku 1871 procházela trať společnosti Dráhy císaře Františka Josefa (KFJB) spojující Vídeň, České Budějovice a Nádraží Františka Josefa I. v Praze, a 28. září 1903 opačným směrem, z Kácova do Světlé nad Sázavou.
Po zestátnění soukromé společnosti roku 1925 pak správu přebraly Československé státní dráhy.

## Popis
Nacházejí se zde čtyři nekrytá jednostranná úrovňová nástupiště, k příchodu k vlakům slouží přechody přes koleje.